# پادشاه جینگ ژو (گای)
پادشاه جینگ از ژو (به چینی: 周敬王) با نام شخصی جی گای (به چینی: 泄丐)؛ بیست‌وششمین پادشاه دودمان ژو و چهاردهمین پادشاه ژو خاوری بود. او جانشین برادرش پادشاه دائو ژو شد و از ۵۱۹ تا ۴۷۷ پ. م سلطنت کرد. پس از او پسرش پادشاه یوآن ژو به سلطنت رسید.